# Karpathenverein

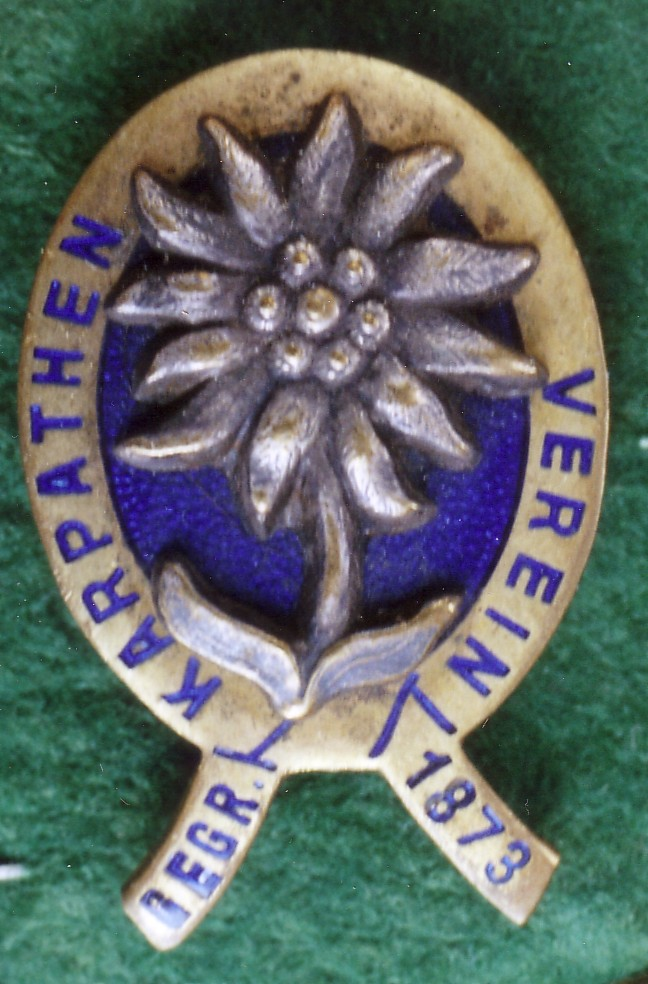
Mitgliedsabzeichen des Vereins

Der Ungarische Karpathenverein (UKV, ungarisch Magyarországi Kárpátegylet, MKE, slowakisch Uhorský karpatský spolok; nach 1918 nur Karpathenverein) war ein Gebirgsverein. Er wurde 1873 gegründet. Die Erschließung des Tatra-Gebirges war sein Hauptziel. Seine Mitglieder (überwiegend Deutsche und Ungarn) errichteten Wege, Markierungen und Schutzhütten auf dem Gebiet der Hohen Tatra. 1945 wurde der Verein zwangsaufgelöst und das Vereinseigentum enteignet.

## Geschichte

### Vorgeschichte
Als im 19. Jahrhundert in fast allen Ländern Europas die Industrialisierung einsetzte, welche zu einem rapiden Anwachsen der Großstädte führte, erwuchs in den Stadtmenschen der Wunsch nach freier Natur und nach den gesundheitlichen Vorteilen, welche ein Aufenthalt in der Natur bot. Neben dem Wasser waren es vor allem die Berge, die auf die Menschen der damaligen Zeit eine große Anziehungskraft ausübte. Zum Teil war es der Pioniergeist, der die ersten Touristen und Bergsteiger auf bis dahin unbekannte und unerforschte Gipfel trieb.
Und so entstanden in der Mitte des 19. Jahrhunderts verschiedene Gebirgsvereine, deren primäres Ziel es war, den Tourismus im Gebirge zu fördern. Diese vor allem aus England ausgehende Bewegung konzentrierte sich in erster Linie auf das höchste und dadurch auch bedeutendste Gebirge Europas, auf die Alpen. Es ist daher verständlich, dass sich die ersten Touristenvereine auf die Alpen konzentrierten. Die ältesten, noch heute existierenden Vereine sind folgende:
- 1857 Alpine Club London
- 1862 Österreichischer Alpenverein Wien (später DÖAV, heute ÖAV)
- 1863 Schweizer Alpenclub und Club Alpino Italiano
- 1869 Deutscher Alpenverein München (später DÖAV, heute DAV)
- 1873 Ungarischer Karpathenverein (UKV)

Bemerkenswert ist, dass der Karpathenverein der erste Bergverein war, welcher sich nicht mit den Alpen beschäftigte.

### Gründung

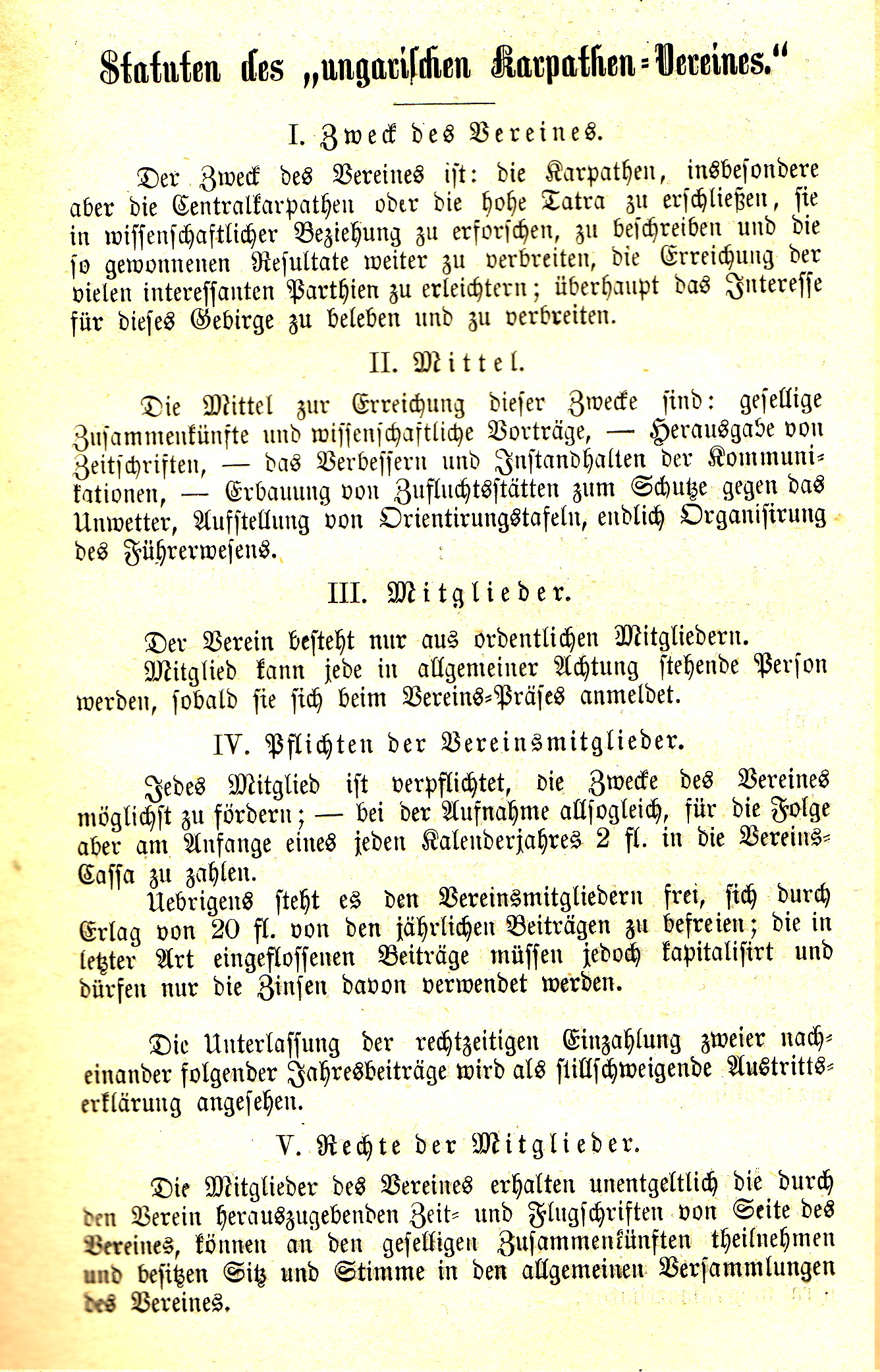
Seite 1 der Statuten des Vereins aus dem Gründungsjahr 1873

Bereits Ende der 1860er Jahre gab es verschiedene Versuche, vor allem durch den Salzburger Arzt Heinrich Wallmann und den aus Villach stammenden Alpinisten Gustav Jäger (* 1815, † 1875), durch Aufrufe einen Touristenverein in den Karpaten zu gründen. Diese Versuche scheiterten jedoch, da die Resonanz sehr gering blieb. Ein weiterer Aufruf eines Professors des Evangelischen Lyzeums in Kesmark, Julius (Gyula) Zimmermann blieb auch erfolglos.
Erst im Mai 1873 gelang es k. k. Major a. D. Anton Döller, einem begeisterten Alpinisten und großen Freund der Hohen Tatra, ein Organisationskomitee zur Gründung des Karpathenvereins ins Leben zu rufen. Mitglieder dieses Komitees waren:
- Egyed Berzeviczy
- Nándor Czerépy
- Anton Döller
- Hugo Payer
- Friedrich Scholz
- Samuel Weber

Nach einer relativ kurzen Vorbereitungszeit wurde am 10. August 1873 der „Ungarische Karpathen-Verein“ in einer konstituierenden Generalversammlung in Alt-Schmecks gegründet.
Alt-Schmecks wurde durch seinen vorzüglichen Säuerling, welcher in der Vergangenheit den Namen „Schlagendorfer Sauerbrunnen“ trug, bekannt. Dieses ganze Gebiet gehörte im 18. Jh. der Familie der Grafen Csáky. Auf Anraten des evangelischen Pfarrers von Großschlagendorf, welcher einer der besten Kenner der Hohen Tatra in der damaligen Zeit war, ließ Graf Stephan Csáky im Jahre 1793 auf dem Gebiet – welches damals ausschließlich unter den deutschen Namen „Schmecks“ bekannt war – ein Jagdhaus, zwei Häuser und eine Kapelle errichten, die den Anfang dieses vermutlich bekanntesten Hochgebirgskurortes im südlichen Teil der Hohen Tatra bildeten. Im Jahre 1833 vermietete einer seiner Nachfolger, Graf Carl Csáky das ganze Gebiet an den Georgenberger Gastwirt Johann Georg Rainer, welcher der Ansiedlung zur Blüte verhalf.
In der Zeit der Vereinsgründung war daher „Alt-Schmecks“ bereits eine bekannte Größe in der gesamten Hohen Tatra.

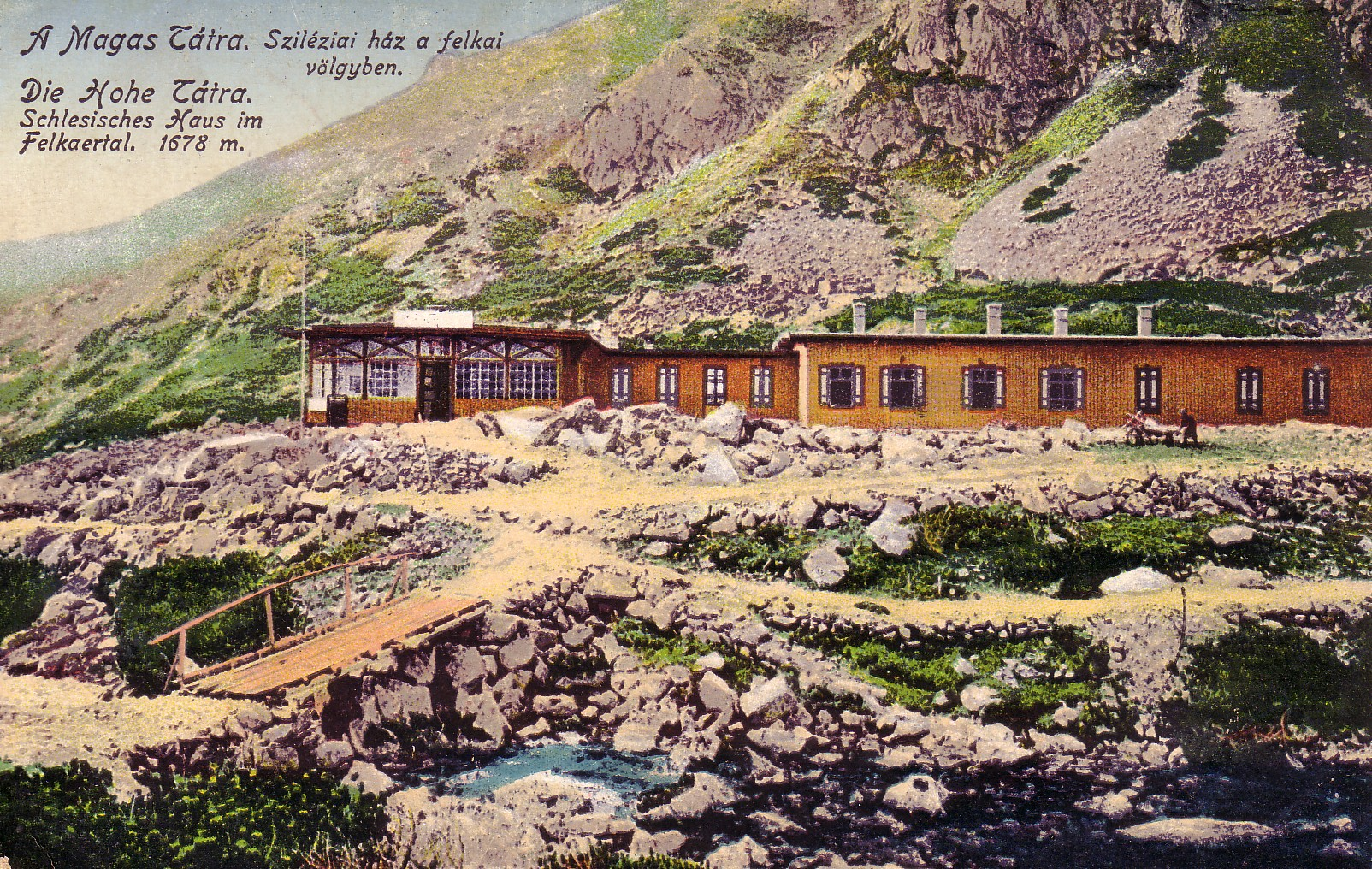
Das Schlesienhaus wurde 1894 von der Schlesischen Sektion des Karpathenvereins errichtet.

Die Gründung des Vereins löste in – für die Berge interessierten – Kreisen des Bürgertums der Zips, aber auch anderorts in Altungarn, eine große Begeisterung aus. Gleich in der Gründungsphase – nachdem die Statuten des Vereins ausgearbeitet waren – traten dem Verein 250 Mitglieder bei, welche sich mit unerhörtem Optimismus und Idealismus an die Arbeit machten. Die Mitgliedsbeiträge betrugen zu Beginn 3 und später 2 Gulden, was für die damalige Zeit nicht als billig bezeichnet werden konnte. Der Karpathenverein stand jedermann offen, aber von Anfang an waren die tragenden Nationen des Vereins Ungarn und Austro-Deutsche/Österreicher (und später auch Deutsche aus dem deutschen Nieder- und Oberschlesien sowie aus Österreichisch-Schlesien). Der Anteil der Slowaken war relativ gering, er machte nur 10 bis 15 % der Gesamtmitgliederzahl aus.

### Ziele
Hauptziele des Ungarischen Karpathenvereins (UKV) waren:
- Bau von Schutzhäusern und Berghütten
- Ausbau und Markierung von Wanderwegen
- Verwirklichung der Gründung eines Vereinsmuseums
- Erschließung der Hohen Tatra für den Tourismus

#### Berghütten
In den ersten zehn Jahren wurden zehn Schutzhäuser gebaut. So entstanden auf Initiative des KV u. a. folgende Schutzhäuser bzw. Hütten:
- Karfunkelturmhaus
- Rosa-Schutzhaus am Kämmchen
- Hunfalvy-Hütte (Felkaer See)
- Schutzhütte bei den Drei Schlagendorfer Seen
- Majláth-Hütte am Poppersee
- Hütte im Mengsdorfer Tal

#### Wanderwege

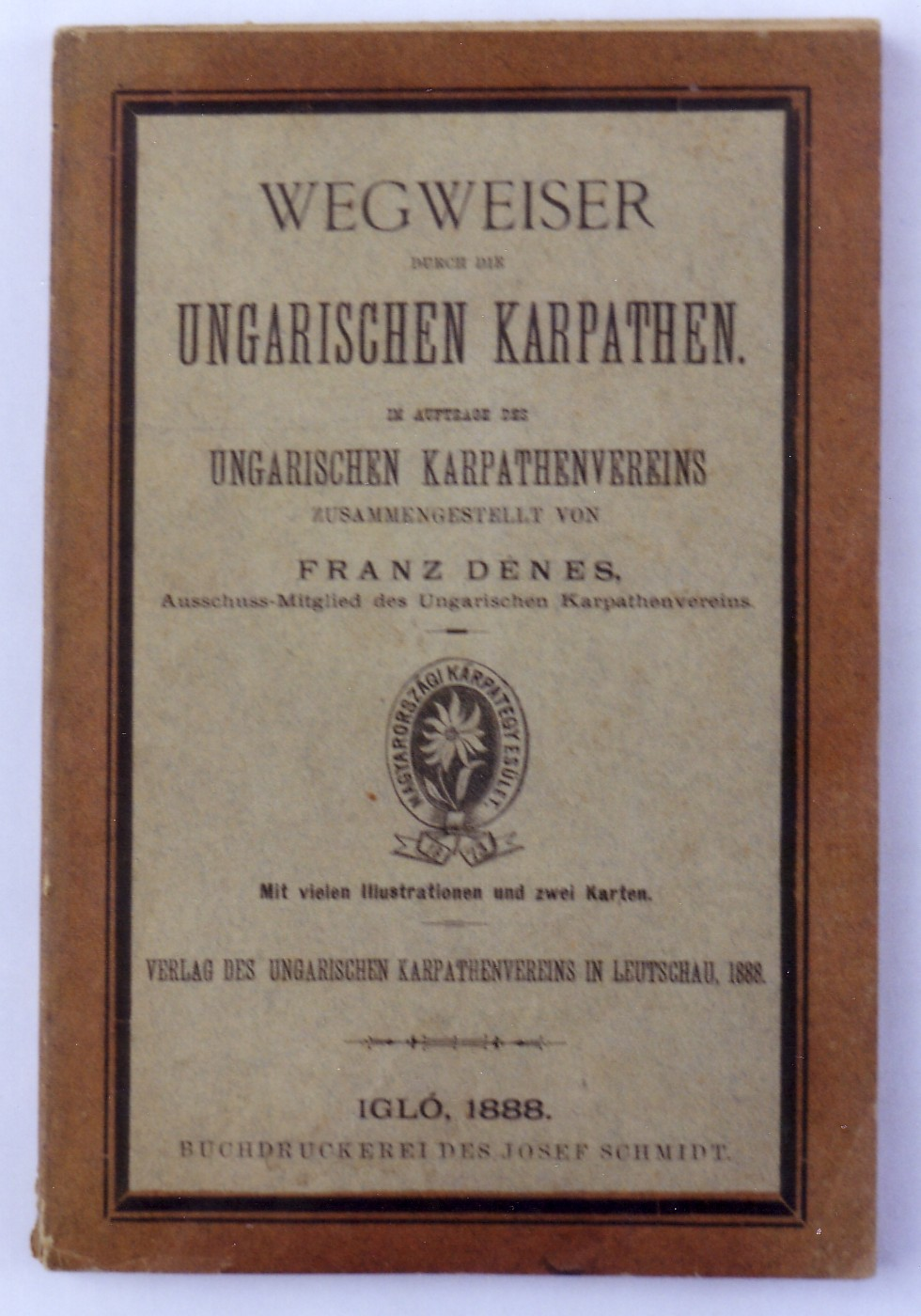
Einer der ersten vom Karpathenverein herausgegebenen Bergführer über die Hohe Tatra. Das Buch erschien in Zipser Neudorf im Jahre 1888.

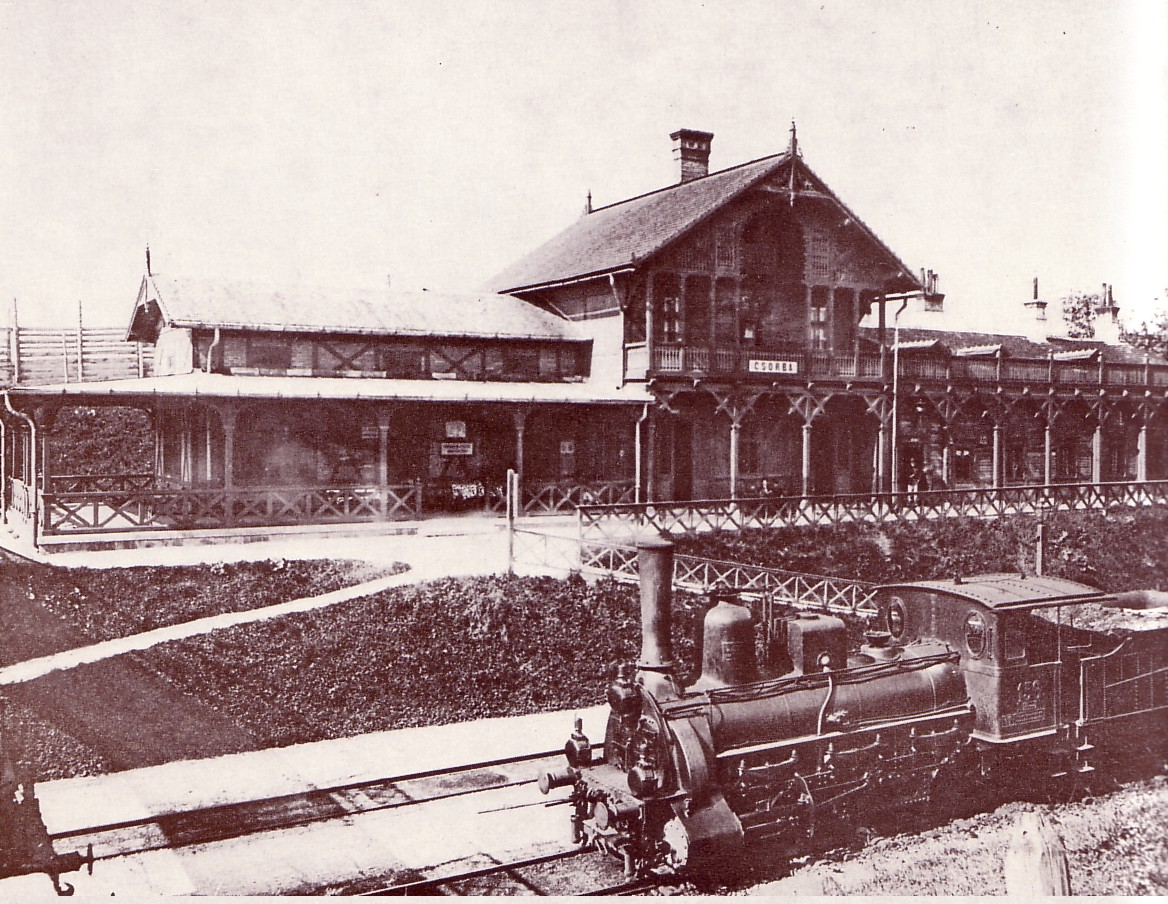
Der Bahnhof Tschirm wurde nach dem Bau der Kaschau-Oderberger Bahn zu einem der Ausgangspunkte in die Hohe Tatra.

Bereits vor der Gründung des Karpathenvereins gab es in der Tatra zahlreiche Wege, welche hauptsächlich von den Viehhirten genutzt wurden. Diese Wege waren jedoch meistens in einem sehr schlechten Zustand und entsprachen nicht den Anforderungen des Vereins. Und so begann man mit dem systematischen Ausbau von Wegen für Touristen und Bergwanderer in einigen Tatratälern. Die wichtigsten sind nachfolgend aufgeführt:
- Kleines Kohlbachtal (slow. Malá Studená dolina): Bereits 1875 begann man mit dem Ausbau des Weges von der Rainer-Hütte zu den Zipser Fünf Seen (slow. Päť Spišských plies). Zwischen 1875 und 1877 erhielt dieser Weg farbliche Markierungen und es wurden Ruhebänke aufgestellt.
- Felkaer Tal (slow. Velická dolina): 1888 Ausbau des Weges zum Botzdorfer See. Ebenso Ausbau eines Weges neben dem Felkaer Bach zum Felkaer See. 1892 neuer gesicherter Weg vom Langen See zum Polnischen Kamm, welcher Vorbildcharakter hatte.
- Mengsdorfer Tal (slow. Mengusovská dolina): Ausbau eines noch aus den 1850er Jahren stammenden Weges, welcher vom Mlynicatal in das Mengsdorfer Tal führt. 1883 wird ein Weg zu den Hinze-Seen ausgebaut. 1886 ein Reitweg auf die Osterwa. 1891 ein Fahrweg am Ufer des Popper Baches zum Popper See.
- Weißwassertal (slow. Dolina Kežmarskej Bielej vody): 1878 Bau eines Weges zum Grünen See. 1880 Neubau eines Weges zwischen den Grünen und den Weissen See und weitere ähnliche Vorhaben in diesem Bereich

Die größte Herausforderung für den Verein bildete jedoch der Ausbau einer Gürtelstraße (heute als Cesta Slobody, deutsch Freiheitsstraße bekannt), in der Gründerzeit auch „Klothilden-Weg“ genannt. Den Namen bekam der Weg nach Erzherzogin Klothilde von Österreich (* 1846, † 1927), auf einer am 5. August 1888 abgehaltenen Vorstandssitzung des Karpathenvereins. Klothilde war die Gattin von Erzherzogs Joseph, welcher in dieser Zeit Reichspalatinus von Ungarn war. Die Erzherzogin leistete auch einen nennenswerten finanziellen Beitrag zum Ausbau dieses Weges. Da der Tschirmer See von Schmecks nicht direkt zu erreichen war, beschloss man eine Verbindung zwischen den zwei Plätzen herzustellen, so wurde 1877 der „obere Weg“ als Pfad im Wald ausgeschlagen und markiert. Nicht zufrieden mit manchen steilen Stücken wurde 1879 der „untere Weg“ gebaut, der viele Jahre in Betrieb war, und der durchaus im Rahmen der Vereinsziele, die „Bereisung der Hohen Tatra zu erleichtern“ eingeordnet werden konnte. Die günstigeren finanziellen Möglichkeiten, die mit dem Beginn der „Leutschauer Epoche“ (1884–1891) eintraten, verleiteten aber zu dem Entschluss, eine noch bessere Trassierung, die etwa in der Mitte des „oberen“ und des „unteren“ Weges liegen sollte, zu finden und diese Verbindung als 2 m breiten Reitweg zu bauen. 1886 war dieser Weg zur Hälfte fertig, als ein weiterer, in ein noch aufwendigeres Stadium eintretender Entschluss, den im Werden begriffenen Reitweg als 4 m breiten Fahrweg zu vollenden, gefasst wurde. 1887 wurde dieses Stück feierlich eröffnet, nachdem er alle Einnahmen und Reserven des KV verschlungen hatte. Offen blieb der Umbau des bereits vorhandenen 2 m breiten Abschnittes und der 1885 begonnene Ausbau eines Weges von Tatra-Lomnitz nach Höhlenhain (auch dort fehlte eine direkte Verbindung). Die unergiebige Maut und 5000 Gulden Zuschuss von der Regierung konnten das zu „einem bodenlosen Faß“ gewordene Projekt nicht zum Abschluss bringen, so dass der Weg 1891 schließlich in das Straßennetz des Komitates übernommen wurde. Die Angaben über die Kosten gehen weit auseinander. Der KV war der Bahnbrecher für diese der Förderung des Fremdenverkehrs dienende Infrastruktur, die aber eigentlich in den Bereich des öffentlichen Wegebaues fiel. Dadurch musste er auf Jahre hinaus die meisten anderen Projekte zurückstellen. Es werden Summen von bis zu 30 000 Gulden genannt. Diese Zahl dürfte sicherlich etwas zu hoch sein, da nach anderen Darstellungen der Karpathenverein in den ersten 20 Jahren seiner Tätigkeit für den gesamten Wegebau nur 24 000 Gulden aufgewandt hatte. Das sind beträchtliche Summen, wenn man bedenkt, dass in der Ersten Periode für Hüttenbauten nur 5000 Gulden ausgegeben wurden und der gesamte kulturelle Bereich etwa 41 000 Gulden ausmachte.

#### Museum des Karpathenvereins
Gleich nach der Gründung des Karpathenvereins wurde beschlossen, in absehbarer Zeit ein Museum zu errichten. Der Verein kaufte einen beträchtlichen Teil der naturwissenschaftlichen Sammlungen des Evangelischen Lyzeums A. B. von Kesmark auf, welche einen ersten Grundstock der Sammlungen bilden sollten. Bereits 1876 wurde ein Aufruf gestartet, welcher zum Spenden von weiteren geeigneten Exponaten aufrief. Dieser Aufruf hatte eine große Resonanz. Die Anzahl der Ausstellungsstücke vermehrte sich dermaßen, dass der ursprünglich vorgesehene Raum zu klein wurde. Außerdem musste man feststellen, dass Kesmark durch den Nichtanschluss an die Kaschau-Oderberger Eisenbahnlinie (1871) ins Hintertreffen geriet und nicht mehr im Mittelpunkt des touristischen Interesses stand. Seinen Rang musste Kesmark an das sich rapide entwickelnde Deutschendorf, welches nun einen Bahnanschluss hatte, abgeben. Es stellte sich daher die Frage, in welchem Ort das neue Museum errichtet werden sollte. Es gab zwei Bewerber: Deutschendorf und Felka.
David Husz als ein angesehener und wohlhabender Bürger von Deutschendorf stellte ein Grundstück kostenlos zur Verfügung, wenn das Museum in Deutschendorf errichtet werden sollte. Außerdem sagte er eine jährliche finanzielle Unterstützung in Höhe von 200 Gulden für das Museum zu. Und so wurde 1881 mehrheitlich beschlossen, das Museum in Deutschendorf zu errichten. Es wurde eine staatliche Lotterie durchgeführt, aus deren Gewinnen der Bau finanziert werden sollte. Und so konnte 1885 mit dem Bau des Museums begonnen werden. Die feierliche Eröffnung und Übergabe erfolgte am 21. August 1886.
Der Lokalpatriotismus der Bewohner von Felka wollte sich mit dieser Lösung jedoch nicht zufriedengeben. Der Apotheker Wilhelm Aurel Scherfel, welcher auch ein hervorragender Botaniker und Kenner der Flora in der Tatra war, erbaute neben seinem Haus im Jahre 1882 ein privates Museum, in welchem er vor allem Exponate der Flora zeigte. Er propagierte die Exponate aus seinem Museum mit Erfolg in der Lokal- und Fachpresse. Das Museum bestand trotz mehrerer Umzüge bis zum Jahre 1926; danach gingen die meisten z. T. sehr wertvollen botanischen Exponate verloren oder wurden gestohlen und das Museum hörte zu existieren auf.
Im Zusammenhang mit der Vertreibung der Deutschen im Jahre 1945 wurde auch der Karpathenverein verboten und sein Besitz liquidiert. So sind auch das Karpathen-Museum in Deutschendorf und seine Sammlungen im Jahre 1945 enteignet worden. Das gesamte Vermögen ging in Staatsbesitz der Tschechoslowakei über. Im Jahre 1946 wurde es in „Tatranské Múzeum“ (Tatra-Museum) umbenannt. Im Jahre 1958 wurden die Bestände aufgeteilt. Alle für die Tatra spezifischen Exponate wurden ausgegliedert und in einem neu gegründeten Museum des „Tatranský Národný Park“ (TANAP, deutsch Nationalpark Tatra) in Tatra Lomnitz untergebracht. Das alte Museum in Deutschendorf wurde in „Podtatranské Múzeum“ („Museum unter der Tatra“) umbenannt. Die Akten des KV, dessen Schriften und fast alle Archivalien befinden sich heute im Besitz dieser beiden Museen, soweit sie nicht verschollen sind oder gestohlen wurden.

#### Erschließung der Hohen Tatra für den Tourismus
In der Gründungszeit des Vereins gab es in der Hohen Tatra so gut wie keine Touristen. Die meisten Gebiete waren nicht erschlossen, es gab keine Touristenwege und der Zugang zu diesem Gebiet war eine relativ schwierige und mühevolle Angelegenheit. Die Wenigen, die sich hierher verirrten, waren meistens Naturforscher oder Reisende, welche das Abenteuer suchten.
Für die Erschließung der Hohen Tatra für den Tourismus und Fremdenverkehr war der Bau der Eisenbahnlinie von Kaschau nach Oderberg von entscheidender Bedeutung. Zu Beginn des 19. Jahrhunderts war in der Umgebung des Tatragebirges ein weit ausgebreitetes, dicht bewaldetes, Gebiet, welches die Wasserscheide zwischen der Ostsee und dem Schwarzen Meer bildete. Der Streckenabschnitt Sillein-Deutschendorf wurde am 7. Dezember 1871 in Betrieb genommen. Damals entstanden auf dieser Strecke die Eisenbahnstationen Deutschendorf und auf einer Höhe von 925 m über dem Meeresspiegel die höchstgelegene Bahnstation der heutigen Slowakei „Hochwald“, die seit 1880 Tschirm heißt. Heute sind diese beiden Stationen die wichtigsten touristischen Ausgangspunkte in die Hohe Tatra.
Vor der Gründung des UKV im Jahre 1873 gab es hier nur zwei nennenswerte Erholungsgebiete, den bereits im Jahre 1797 gegründeten Luftkurort Alt-Schmecks und den 1868 eingerichteten Husz-Park in Deutschendorf.

##### Neue Ortschaften auf dem Gebiet der Hohen Tatra
Die anderen Ortschaften in der Tatra, welche heute von Bedeutung sind, wurden erst später gegründet. Die wichtigsten Ortschaften sind nachstehend wie folgt aufgeführt:
- 1875 Neu-Schmecks (Nový Smokovec)
- 1876 die Sommerfrische „Tschirmer See“
- 1881 Weszterheim (Tatranská Polianka)
- 1881 Unter-Schmecks (Dolný Smokovec)
- 1884 Matlarenau (Tatranské Matliare)
- 1891 Hochhagi (Vyšné Hágy)
- 1892 Tatra-Lomnitz (Tatranská Lomnica)

Einen wesentlichen Beitrag zur Förderung des Fremdenverkehrs leistete die Errichtung einer Zahnradbahn im Jahre 1896 von Tschirm zum Tschirmer See. Einen weiteren Beitrag leistete der Bau der elektrischen Bahn zwischen Deutschendorf und Alt-Schmecks im Jahre 1908, welche die Touristen unmittelbar in das Herz der Berge brachte. Diese Strecke wurde dann im Jahre 1911 bis Tatra Lomnitz ausgeweitet, was eine weitere Förderung des Touristenverkehrs bedeutete. Während im Gründungsjahr des UKV (1873) nur etwa 1300 Gäste die Hohe Tatra besuchten, stieg deren Anteil bis zum Jahre 1892 auf über 10000. Auch die Anzahl der Fremdenzimmer entwickelte sich ähnlich. Im Jahre 1873 wurden 221 Fremdenzimmer registriert, während zwanzig Jahre später (1892) die Anzahl der Gästezimmer auf 1433 angestiegen war.

### Organisation und Sektionen des Vereins
In der Zeit der Donaumonarchie hatte der Verein nachfolgende Vorsitzende, welche die Bezeichnung „Präses“ führten:
- 1873–1874 Gusztáv Görgey
- 1874–1878 Egyed Berzeviczy
- 1878–1879 József Szentiványi
- 1880–1891 Graf Albin Csáky
- 1891–1896 Vilmos Migazzy
- 1896 und 1911 Nikolaus Fischer
- 1897–1906 Aurel Münnich
- 1907–1911 Géza Salomon
- 1911–1919 Graf Sándor Teleki

Die Geschichte des UKV in dieser Zeit kann man in drei Perioden aufteilen:
1. 1873–1883 Erste Kesmarker Periode (acht Hütten gebaut). Die ""Seele des Vereins" war in dieser Zeit Major a. D. Anton Döller.
2. 1884–1891 Leutschauer Periode (Bau der „Gürtelstraße“). Die bedeutendsten Organisatoren des Vereins waren in dieser Zeit die Professoren Samuel Roth und Franz Dénes.
3. 1891–1918 Zips-Neudorfer Periode (Bau des „Migazzy Weges: Altschmecks - Kämmchen“).

Im Jahre 1877 beschloss der UKV die Gründung einzelner Sektionen. Und so entstanden in der Anfangsperiode des UKV folgende Sektionen des Vereins:
Im Jahre 1877 beschloss der UKV die Gründung einzelner Sektionen. Und so entstanden in der Anfangsperiode des UKV folgende Sektionen des Vereins:
| Gründungsjahr | Sektion                                              | Anmerkungen                                 |
|               |                                                      |                                             |
| 1877 (1880)   | Erste Budapester Sektion (Első Budapesti osztály)    |                                             |
| 1877          | Sektion Beskiden (Beskid – osztály)                  | 1881 der Sektion „Ostkarpathen“ beigetreten |
| 1880          | Sektion Mármarosch (Mármarosi osztály)               | s. o.                                       |
| 1881          | Sektion Rosenau / Gömör (Rozsnyói osztály)           | nur von kurzer Lebensdauer                  |
| 1882          | Sektion Ostkarpathen (Keleti – Kárpátok osztálya)    |                                             |
| 1882          | Sektion Zipser Neudorf (Iglói oztálya)               |                                             |
| 1882          | Sektion Sitno (Szittnya – osztály)                   | 1891 zum MTE übergetreten*)                 |
| 1884          | Sektion Liptau (Liptói osztály)                      |                                             |
| 1886          | Sektion Tatra (Tátra – osztály)                      | wurde 1890 aufgelöst                        |
| 1887          | Sektion Matra (Mátra – osztály)                      | 1891 aus dem UKV ausgetreten*)              |
| 1887          | Sektion Eisenburg (Vasmegyei osztály)                | 1891 zum MTE übergetreten*)                 |
| 1887          | Sektion (Zipser) Magura (Magura – Javorinai osztály) |                                             |
| 1887          | Schlesische Sektion (Sziléziai osztály)              | angegl. ausländ. Sektion (Gastmitglieder)   |
| 1889          | Neue Budapester Sektion (Újabb Budapesti osztály)    | 1891 aufgelöst*)                            |
| 1889          | Sektion Göllnitz (Göllnitzvölgyi osztály)            |                                             |
| 1889          | Sektion Altsohl (Zólyomi osztály)                    |                                             |
| 1890          | Sektion Untere Donau (Aldunai osztály)               |                                             |
| 1890          | Sektion Fiume (Fiumei osztály)                       | 1891 ausgetreten*)                          |
| 1891          | Sektion Erlau – Bükk (Egri – Bükk –oszály)           |                                             |

(*)Im Jahre 1890 kommt es zu Unstimmigkeiten innerhalb des Vereins. Einige national ungarisch gesinnte Mitglieder wünschen den Hauptsitz des Vereines nach Budapest zu verlegen, wodurch sie sich eine bessere Wirkung und Agitation versprechen. Als dieses Vorhaben misslingt und in der Generalversammlung des Jahres 1891 abgelehnt wird, kommt es zur Abspaltung und Austritt einiger Sektionen aus dem UKV. Und so verlassen im Jahre 1892 fünf Sektionen (Budapest, Mátra, Eisenburg, Szittnya und Fiume) unter Leitung der Sektion Budapest den UKV und gründen noch im selben Jahr den „Magyar Turista Egyesület“ MTE („Ungarischer Touristenverein“). Zum ersten Vorsitzenden dieses neu gegründeten Vereins wird Baron Loránd Eötvös. Der UKV verliert dadurch etwa 2000 Mitglieder.
Nachdem unter den Vorsitzenden Nikolaus Fischer und dem Grafen Wilhelm Miggazy ein gewisse Konsolidierung und Beruhigung der Lage eingetreten war, erkannten die beiden anfangs verfeindeten Vereine, dass sie nur in „brüderlicher Eintracht“ das Beste für die Hohe Tatra und die anderen Gebirge Altungarns erreichen konnten. In der Hohen Tatra teilte man sich die Arbeit auf; so erhielt der MTE das Kleine Kohlbachtal als Arbeitsgebiet, während der UKV in den anderen Gebieten der Hohen Tatra tätig sein sollte.
Bemerkenswert ist die am 29. April 1884 gegründete „slowakische Sektion“ Liptau. Mit viel Elan arbeitete diese überwiegend aus Slowaken bestehende Sektion auf dem Gebiet der Niederen Tatra. Auf ihre Initiative hin wurde die Schutzhütte „Demänova Tal“ errichtet. Die Magyarisierungspolitik dieser Zeit verhinderte eine Entwicklung dieser Sektion ähnlich der andern ungarisch geführten Vereine.

### Tätigkeit des UKV bis 1918
Ab 1874 gibt der Verein das Karpathenjahrbuch als regelmäßige Publikation über das Vereinsleben heraus. Die Jahrbücher erschienen in den ersten zehn Jahren in einer einbändigen Ausgabe zweisprachig: linke Seite ungarisch, rechte Seite deutsch. Erst später wurden die Jahrbücher auf vier Hefte aufgeteilt und es wurden jährlich zwei getrennte Ausgaben in deutscher und ungarischer Sprache herausgegeben. Bis zum Jahre 1917 erschienen insgesamt 44 Jahrgänge. Der Prozentsatz der deutschen Exemplare (bezogen auf die Gesamtauflage) bewegte sich Jahre hindurch um 30 %, um später ca. 40 % zu erreichen. Die Erhöhung des deutschen Anteils (von etwa 7000 Stück Gesamtauflage) ist auch durch die Mitglieder der sehr aktiven angegliederten deutschen (also ausländischen) Sektion Schlesien (Nieder- und Oberschlesien) bedingt. Um 1900 betrug deren Anzahl ca. 700 Mitglieder. Diese Zahlen werden als ein Hinweis auf die sprachlichen „Sympathisanten“ angesehen, die nicht zwingend einer nationalen Verteilung der Mitgliedschaft des UKV zuzurechnen sind. Der Verein war auch auf publizistischem Gebiet sehr rege. Einer der besten Tatrakenner jener Zeit, Karl Kolbenheyer, schreibt den ersten Tatra-Wanderführer zuerst in deutscher Sprache und später in ungarischer Übersetzung. Dieser Führer ist so beliebt, dass er innerhalb kürzester Zeit zehn Auflagen erreicht. Ab 1876 erscheinen von ihm auch die ersten sehr guten Tatra-Landkarten in Maßstab 1 : 100 000.

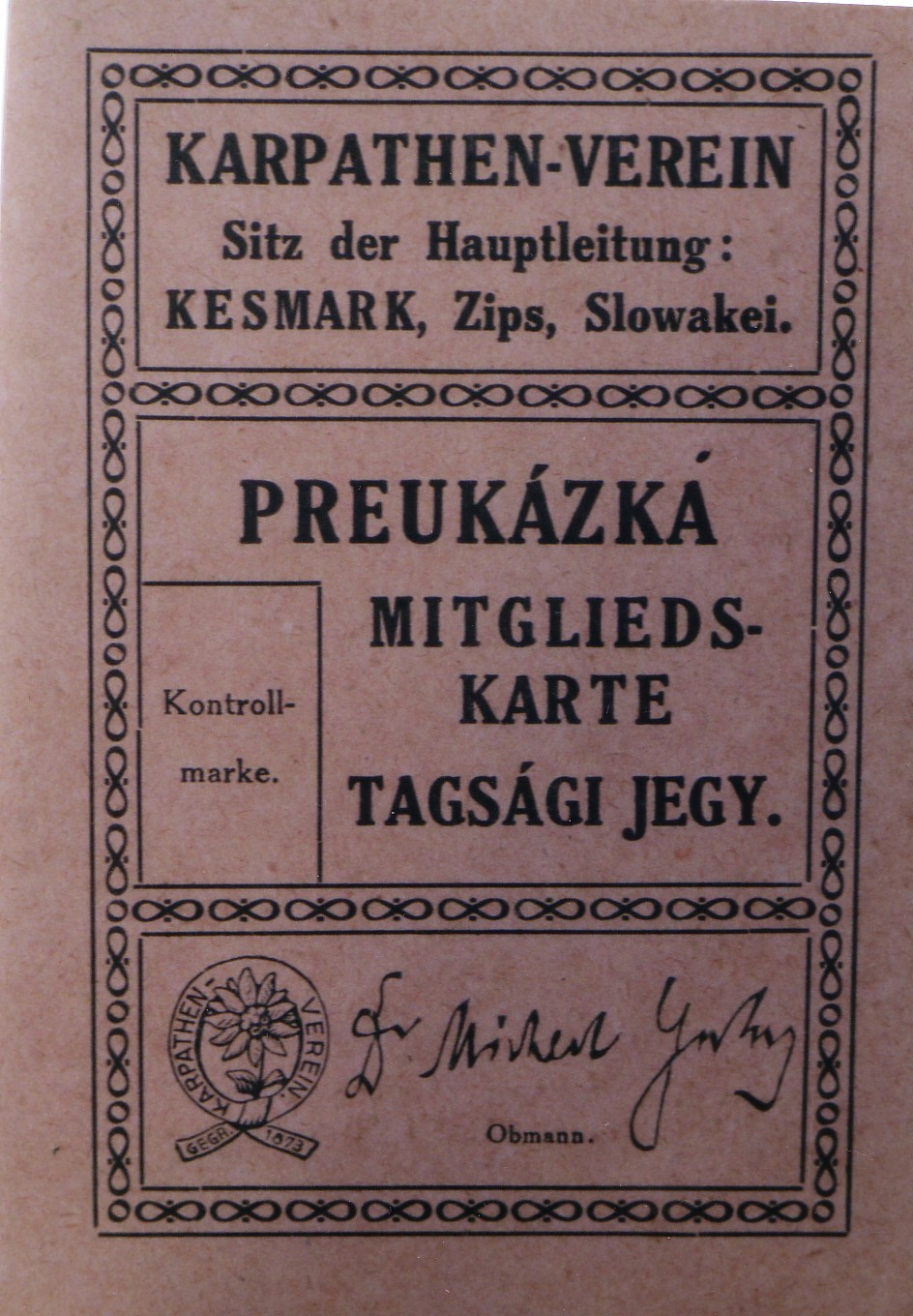
Mitgliedskarte aus der Zwischenkriegszeit

Daneben erscheinen zahlreiche Publikationen, Panoramabilder und Erinnerungsalben. Im Jahr 1895 wird die Hohe Tatra neu kartographiert, was die Herausgabe von noch präziseren Karten ermöglicht. Der Verein unterstützt jegliche wissenschaftliche Erforschung des Gebirges und kümmert sich auch um die Belange des Naturschutzes. Gleich nach der Gründung des Vereins wird eine Führerordnung für Bergführer erlassen. Bereits im Jahre 1875 sind 37 offizielle Bergführer registriert (27 Deutsche und 10 Slowaken). Kurze Zeit später wird bedürftigen Führern eine finanzielle Unterstützung gewährt. In diese Zeit fällt auch die Gründung des Freiwilligen Bergrettungsdienstes (der Bergführer) in der Tatra, TÖMB („Tátrai Önkéntes Mentő Bizottság“).

#### Javorina Affäre
Ein besonderes Kapitel in den Annalen des Karpathenvereins bildete die so genannte „Javorina Affäre“.
Javorina (die veraltete und heute nicht mehr benutzte deutsche Bezeichnung ist „Urngarten“), ein Dorf im nördlichen Bereich der Hohen Tatra, gehörte noch Mitte des 18. Jh. der Familie Horváth de Palocsa, die dort einen Hochofen und ein Hammerwerk betrieb. Im Jahre 1864 kam das Anwesen auf dem Erbwege in den Besitz der Familie Salomon, die es im Jahre 1879 an den preußischen Edelmann Christian Kraft Fürst zu Hohenlohe-Öhringen für eine halbe Million Gulden verkaufte. Die 80 km² große Liegenschaft benutzte der Fürst als Jagdrevier, welches er mit ziemlich großem finanziellen Einsatz hegte und pflegte. Damit sein Wild im Jagdrevier nicht gestört würde, verbot er 1880 jedweden Zutritt dahin und sperrte es auch für den Karpathenverein. Außerdem löste er sämtliche Fremdenzimmer in Javorina auf, um in seinem Jagdschloss, welches er im Jahre 1885 erbauen ließ, nicht gestört zu sein. Damit begann ein über Jahrzehnte dauernder Streit zwischen dem Fürsten und dem KV. Durch die Zutrittsverweigerung war ein großer Teil der nördlichen Gebirgstäler für den KV unzugänglich geworden, was sehr viel Irritationen und Ärger auslöste. Erst 1902 (also nach 22 Jahren!) gelang es dem KV wenigstens die Wege über den Kopapaß (slow. Kopské sedlo), den Sattelpaß (slow. Sedielko) und den Polnischen Kamm (slow. Poľský hrebeň) „zeitweise“ und „ohne Verpflichtung“ frei zu bekommen. Nach dem Ersten Weltkrieg geriet der Fürst in finanzielle Schwierigkeiten und die Herrschaft wurde vom neu gegründeten tschechoslowakischen Staat „zwangsverwaltet“. Im Jahre 1926 starb der Fürst, seinem Sohne, Prinz August, gelang es jedoch zu erreichen, dass die Zwangsverwaltung aufgehoben wurde und die Herrschaft an den Staat verkauft werden konnte. Und so ging schließlich das gesamte Anwesen am 1. Januar 1936 in den Besitz des tschechoslowakischen Staates über.

#### Vereinsprobleme und Querelen
Die alltäglichen Probleme, mit denen der UKV zu kämpfen hatte, waren von vielfältiger Natur. Immer wieder kam es zu Meinungsverschiedenheiten zwischen der Zentrale und den einzelnen Sektionen. Oft sind es aus heutiger Sicht vernachlässigbare Kleinigkeiten, manchmal gewichtigere Angelegenheiten.

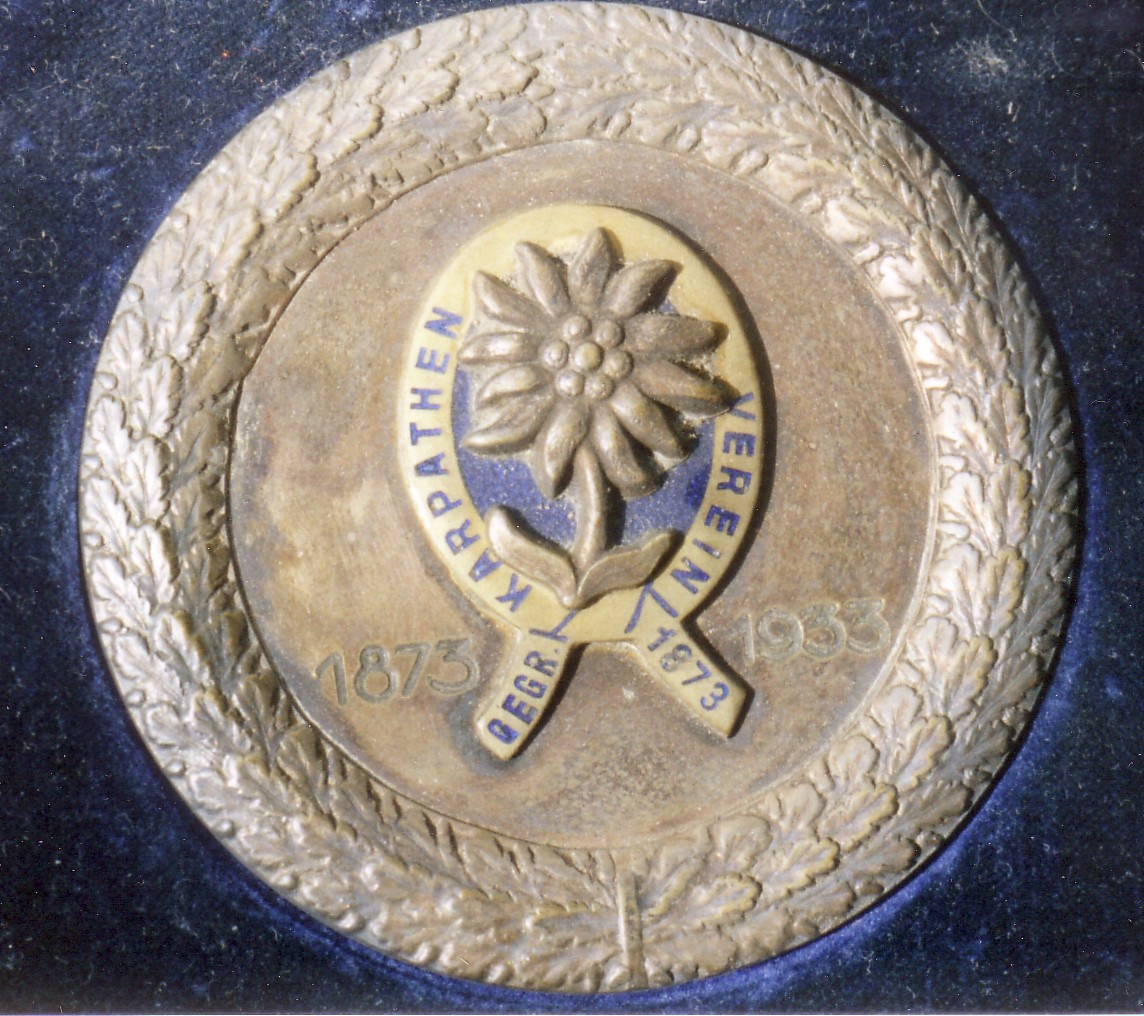
Erinnerungsmedaille zum 60-jährigen Jubiläum der Gründung des Karpathenvereins (1873–1933)

Immer wieder war von „panslawistischer Agitation“ zu hören; so wurde z. B. der slowakische Bergführer Michal Huszka aus Tschirm aus dem UKV entlassen, weil er das von Karol Droža in slowakischer Sprache geschriebene Buch „Tatry“ (erschienen bei Karol Slava in Rosenberg) als ein lobenswertes Werk bezeichnet. Von offizieller Seite wird dem Buch „Agitation gegen die ungarische Nation“ vorgeworfen.
Aber auch mit anderen Sektionen kam es immer wieder zu Reibereien. Am Vorabend des Ersten Weltkrieges sah sich der Vorstand des UKV veranlasst, gegen den Budapesti Egyetemi Turista Egyesület (BETE, deutsch Budapester Akademischer Touristenklub) wiederholt vorzugehen, da dieser in seinen Publikationen „Gerlachfalvi-csúcs“ (deutsch Gerlsdorfer Spitze) und nicht, wie es vorgeschrieben war, „Ferenc József-csúcs“ (deutsch „Franz Joseph-Spitze“) verwendete. Der BETE wurde bereits 1892 als Sektion des MTE gegründet. Ihm gehörten zahlreiche bedeutende Bergsteiger an, darunter auch die Brüder Roman und Gyula Komarnicki. Im Jahre 1909 machte sich der BETE selbständig, da wieder einmal die „Jungen“ mit den „Alten“ unzufrieden waren. Ein Opfer dieses Generationswechsels war auch der „Sturz“ des hoch verdienten Dr. Edmund Téry, der den MTE von 1907 bis 1910 leitete.
Mit dem Ende des Ersten Weltkrieges kam auch der damit verbundene Zusammenbruch der Donaumonarchie. Die Arbeit des alten UKV kam ins Stocken, bis sie gänzlich eingestellt werden musste. Zwei Jahre lange stand das Überleben des Vereins auf der Kippe. Die verschiedenen neuen Machthaber hatten kein Interesse am Fortbestand dieses inzwischen traditionsreichen Bergsport-Vereins, der sich nunmehr über die Länder Ungarn, Tschechoslowakei, Deutschland und Polen erstreckte.

### Karpathenverein zwischen 1919 und 1945
Die Gründung der Ersten Tschechoslowakischen Republik (ČSR) im Jahre 1918 legte, wie bereits oben erwähnt, zunächst die Arbeit des Vereins gänzlich lahm. Die Schutzhäuser, Berghütten und sonstiges Eigentum des Vereins wurden beschlagnahmt, die verantwortlichen Funktionäre entlassen. Die Prager Regierung beabsichtigte den Ungarischen Karpathenverein gänzlich aufzulösen, da er angeblich die Arbeit des neu gegründeten Klub československých turistů (KČST, deutsch „Klub Tschechoslowakischer Touristen“) behindern würde. Der Gebrauch deutscher und ungarischer Bezeichnungen in der Tatra wurde amtlich verboten. Der Solidaritätserklärung führender Mitglieder des Polskie Towarzystwo Tatrzańskie (PTT, deutsch „Polnischer Tatraverein“) ist es zu verdanken, dass der Karpatenverein nicht bereits zu diesem Zeitpunkt aufgelöst wurde.
Dadurch konnte sich nach dem Ersten Weltkrieg der Verein neu konstituieren. Aus den Resten des alten zerschlagenen Ungarischen Karpathenvereins entstand der Karpatenverein (ohne Adjektiv) (KV). Dem unermüdlichen Einsatz der führenden Mitglieder des Vereins (die überwiegend in der neu gegründeten ČSR blieben) ist es zu verdanken, dass die Arbeit des Vereins einigermaßen fortgesetzt werden konnte. Die verbliebenen Vereinsmitglieder wussten, dass der Verein nun unter geänderten Bedingungen arbeiten musste und sich in einer nationalen Minderheitenposition befand. Trotzdem gelang es, die in der Slowakei verbliebenen Sektionen wiederzubeleben und sogar neue Sektionen zu gründen. Anfang der 1920er Jahre kam sogar die Sektion Schlesien (Nieder- und Oberschlesien) des alten UKV (mit Sitz in dem damals noch deutschen Breslau, wobei dessen Mitglieder auch aus dem nun polnischen Ostoberschlesien stammten bzw. wirkten) zum Karpathenverein zurück. Die auf dem Gebiet Nachkriegsungarns liegenden Sektionen durften aber in den Karpathenverein nicht wieder eingegliedert werden. Die Prager Regierung verweigerte hierzu ihr Einverständnis. Dafür kamen zwei neue Sektionen aus Deutschland hinzu (Sachsen und Brandenburg), so dass der Verein in dieser Zeit insgesamt 23 Zweigvereine vorweisen konnte.
Die Obmänner des Karpathenvereins (KV) waren in der Zwischenkriegszeit:
- 1920–1933 Michael Guhr
- 1933–1939 Nikolaus Szontágh d. J.
- 1939–1940 Tibor Braisz (auf Druck des Dritten Reiches zum „Regierungskommissar für den KV“ ernannt)
- 1940–1944 Géza Klein

Die Zwischenkriegsgeschichte des Karpathenvereins kann man im Prinzip in zwei Perioden aufteilen:
1. 1920 bis 1939 Zweite Kesmarker Periode (Periode des Wiederaufbaues). In dieser Zeit zeichneten sich insbesondere die aktiven Mitglieder und die Sekretäre des Vereins J. A. Hefty und Artur Wiegand aus.
2. 1939 bis 1945 Endphase und Auflösung. Nach dem Ende des Zweiten Weltkrieges und gewaltsamer Vertreibung der Deutschen (und teilweise auch Ungarn) aus der Slowakei nach 1945 hörte der Verein auf zu existieren.

In der zweiten Hälfte der 1920er Jahre und Anfang der 1930er Jahre entwickelte der Verein eine sehr lebhafte und rege Tätigkeit. Es wurden letztlich die gleichen Ziele wie beim UKV verfolgt. Die Vereinsarbeit beschränkte sich jedoch nur mehr auf das Gebiet der Hohen Tatra und deren Umgebung (Liptauer Alpen, Niedere Tatra). Der Verein war im „Hauptverband der deutschen Gebirgs- und Wandervereine in der Tschechoslowakei“ und im „Hauptverband der deutschen Wintersportvereine in der Tschechoslowakei“ organisiert, deren überregionale Interessenvertretung für den Verein eine beachtliche Stütze bildete. Im Jahre 1935 hatte der KV bereits etwa 4500 Mitglieder (Zentrale über 1800, Sektionen ca. 2600 Personen). Überwiegend handelte es sich um Mitglieder deutscher und ungarischer Volkszugehörigkeit. Die Zusammenarbeit des KV mit dem KČST und den tschechoslowakischen Behörden war existenziell wichtig. Zum polnischen PTT unterhielt er auch weiterhin freundschaftliche Kontakte, wie seinerzeit der UKV auch.
Diese positive Entwicklung des KV lief vor dem Hintergrund immer wieder auftretender nationalistischer „Anrempeleien“ ab, obwohl sich der KV sehr um die Zusammenarbeit und eine Integration in den KČST bemühte. Außerhalb von Gefälligkeiten erfolgte die Wahl Miloš Janoškas zum Ehrenmitglied des KV. Dieser hatte sich als ein beharrlicher und hervorragender Pionier des slowakischen Bergsteigens eine solche Ehrung verdient. Sie wurde 1923 anlässlich des 50-jährigen Jubiläums des KV ausgesprochen. Im selben Jahr sorgt ein Artikel in der „Karpathen-Post“ für innenpolitische Aufregung und scharfe Vorwürfe vom KČST an den KV, weil darin vom „Touristenfang“ des KČST geschrieben wurde. Daraufhin sah sich Dr. Michael Guhr (damals Präses des KV) unter Zurückweisung der beleidigenden Angriffe auf seine Person gezwungen, sich von dem Artikel zu distanzieren.
Das war aber auch ein Zeichen, dass man wieder eine etwas lebhaftere publizistische Tätigkeit ausüben konnte. Nach 1918 war die Vereinsarbeit des KV fast gänzlich lahmgelegt, so dass drei Jahre lang keine Vereinszeitschrift erscheinen konnte. Michael Sauter erklärte sich bereit, die Zeitschrift „Touristik und Alpinismus“ in seinem Verlag herauszugeben.
Ab 1924 ist der KV wieder in der Lage, eine Vereinszeitschrift in eigener Regie herauszugeben. Sie trägt den inzwischen erweiterten Titel „Touristik, Alpinismus, Wintersport“. Zwischen 1934 und 1944 erschien dann die Monatszeitschrift in veränderter Aufmachung (Format DIN A5) mit dem Titel „Die Karpathen“. Das letzte vorhergehende Karpathenjahrbuch des erloschenen UKV war im Jahre 1917 erschienen; es wurde in der Zwischenkriegszeit nicht wieder aufgelegt. Erst 1950 wurde das „Karpatenjahrbuch“ in Stuttgart neu belebt und seither erschien es regelmäßig als Jahrbuch der aus der Slowakei vertriebenen und ausgesiedelten Deutschen. In der Zwischenkriegszeit gab der KV auch einige Tatraführer (Komarnicki, Hefty, Vigyázó) und Landkarten heraus.
In den Jahren zwischen den beiden Weltkriegen wurde die Vereinsarbeit im Sinne der Ideale des „alten“ Ungarischen Karpathenvereins fortgesetzt. Diese positive Entwicklung wurde durch den aufkommenden Nationalsozialismus und der Machtergreifung Adolf Hitlers gestoppt. An den Karpathenverein wurde die Anfrage gestellt, ob er sich nicht in die „Volksgemeinschaft“ eingliedern möchte. Da etwa 30 Prozent der Vereinsmitglieder Ungarn waren und der Verein auch zahlreiche Slowaken und Juden in seinen Reihen hatte, wurde dieses Ansinnen von nahezu allen Sektionen abgelehnt. Der Druck von Seiten der Deutschen Partei wurde indes immer größer. Nikolaus Szontagh d. J. trat 1939 von seinem Vorsitz mit der Begründung zurück, er könne dem Verein in dieser Situation nicht weiter vorstehen.
Es folgten mehrere Versammlungen und außerordentliche Sitzungen mit teilweise tumultartigen Szenen. Schließlich wurde unter „Anrufung des neuen Geistes“ eine neue Satzung verabschiedet. Gleichzeitig wurde der „Deutsche Turn- und Sportverband“ zum Dachverband bestimmt. Trotz der Bemühungen von nationalsozialistisch beeinflussten Kreisen misslang eine völlige „Gleichschaltung“ des Vereins. 1943 beklagte der „Volksgruppenführer“ Franz Karmasin die „liberal zersetzte Familienaktiengesellschaft der Reichen“. Der letzte Vereinsvorsitzende Géza Klein sah sich daraufhin genötigt, sich beim „Volksgruppenführer“ für die „unübersichtliche und einseitige“ Darstellung der Vereinsgeschichte zu entschuldigen. Von diesem Zeitpunkt war der Verein gezwungen, seine Authentizität aufzugeben und fungierte als „Erfüllungsgehilfe“ der Deutschen Partei.
In dieser Situation ging der Karpathenverein seinem Ende entgegen. Mit dem Jahr 1945 kamen das Ende des Zweiten Weltkrieges, die Wiedererstehung der Tschechoslowakei und die Vertreibung der Deutschen anhand der Beneš-Dekrete. Die Tätigkeit des Karpathenvereins erlosch, sein Vermögen und seine Immobilien wurden beschlagnahmt. Die Erinnerung an seine große Zeit und an die bedeutenden Leistungen dieses Traditionsvereins, welche einen Meilenstein in der Entwicklung der Hohen Tatra darstellten, ist heute bedauerlicherweise weitgehend in Vergessenheit geraten.
(Das Quellenmaterial für diesen Artikel stammt aus dem Buch von Anton Klipp: Die Hohe Tatra und der Karpathenverein, S. 177ff; siehe Literaturverzeichnis)

## Publikationen des Vereins
Nach dem Ersten Weltkrieg wurden als Ersatz für die Karpathenjahrbücher vom Karpatenverein folgende Zeitschriften herausgegeben.
- 1918–1923 „Touristik und Alpinismus“
- 1924–1933 „Touristik, Alpinismus, Wintersport“; Verlagsort war Kesmark
- 1934–1944 „Die Karpaten“